# Epaminondas Deligiorgis
Epaminondas Deligiorgis (griechisch Επαμεινώνδας Δεληγιώργης, auch Δεληγεώργης – Deligeorgis; * 1829 in Messolongi; † 27. Mai 1879) war ein griechischer Ministerpräsident.

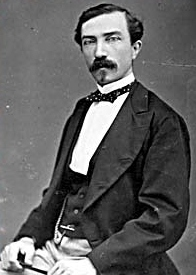
Epaminondas Deligiorgis

Deligeorgis trat zuerst bei der Revolution (siehe Griechisch-Türkischer Krieg) von 1862 und der Begründung des neuen Throns Georgs I. in den Vordergrund der Politik.
Deligeorgis wurde Führer einer Partei, welche nach außen eine friedliche Politik, besonders mit der Türkei anstrebte, und nach innen freiheitliche Grundsätze in Gesetzgebung und Verwaltung verwirklichen wollte.
Nachdem er 1870 nach dem Rücktritt von Thrasivoulos Zaimis vom 22. Juli 1870 bis 15. Dezember 1870 Ministerpräsident gewesen war, übernahm er 1872 wieder die Bildung eines Kabinetts und brachte eine Vereinbarung mit der italienisch-französischen Gesellschaft, welche die Silberbergwerke von Laurion besaß, zustande, infolge deren die Bergwerke auf Griechenland übergingen. Am 21. Februar 1874 wurde Deligeorgis gestürzt.
Von 8. Dezember 1876 bis 13. Dezember 1876 war er wieder Ministerpräsident, übernahm aber am 10. März 1877 von neuem das Ministerium und befolgte während des russisch-türkischen Kriegs 1877 bis 1878 eine friedliche Politik. Am 1. Juni 1877 wurde er Finanzminister, trat aber zurück, als im Januar 1878 die Regierung sich zur Teilnahme am Krieg entschloss.
Seine politischen Reden erschienen 1880 in Athen in zwei Bänden.